# Gramos
Gramos (în greacă Γράμος, în aromână Gramosta) este un sat montan izolat și fostă unitate administrativă în prefectura Kastoria, în Macedonia, Grecia. De la reforma guvernamentală locală din 2011, face parte din municipiul Nestorio, ca unitate municipală. Această unitate municipală are o suprafață de 59,422 km². Populația este de 10 locuitori (în 2021). Satul este o așezare tradițională aromână (vlahă), numit după munții Gramos, situati la sud de sat. Se află foarte aproape de granița cu Albania. Izvorul râului Haliacmon se află lângă Gramos. Acesta a avut cea mai mică populație dintre toate municipalitățile din Grecia, cu doar 28 de locuitori la recensământul din 2001. De asemenea, a fost cea mai puțin dens populată comunitate sau municipalitate din Grecia, cu 0,47 locuitori/km². Un drum mic leagă Gramos de Nestorio, situat la 20 km spre est. Gramos este cel mai apropiat sat de lacul Gkistova.

## Istorie
Se crede că așezarea mai mare a fost creată prin unirea unor așezări mai mici în secolul al XVII-lea. Locuitorii săi se ocupau cu creșterea nomadă a animalelor și cu meșteșugăritul. De asemenea, avea câțiva meșteșugari, iar în secolul al XVII-lea Grammousta era faimoasă pentru hagiografii săi.
Dezvoltarea economiei din Gramos a dus la suprapopularea turmelor și a oamenilor la sfârșitul secolului al XVIII-lea și începutul secolului al XIX-lea. Din 1756, o școală grecească funcționa în sat.

## Personalități
- Ioan Nicolidi din Pind (1737–1828), medic aromân și nobil în Austria
- Vasil Rapotika (1888–1943), revoluționar și separatist aromân, unul dintre membrii de frunte ai Legiunii Romane